# Décade tragique
La décade tragique (« decena trágica » en espagnol) est un épisode sanglant de la révolution mexicaine qui opposa durant dix jours, du 9 au 18 février 1913, au centre de la ville de Mexico, les forces loyales au président Francisco Madero à une insurrection de militaires conservateurs soutenus par l'ambassadeur des États-Unis. Elle se termina par la démission du président, qui fut assassiné trois jours plus tard.

## Prologue

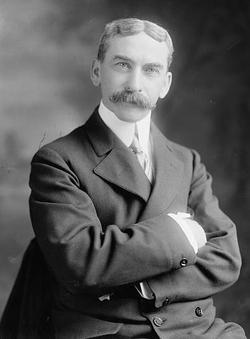
Henry Lane Wilson.

Après le renversement de Porfirio Diaz en 1910, Francisco Madero fut élu président du Mexique et tenta de réformer le pays. Il se heurta cependant à d'anciens porfiristes qui n'avaient pas désarmé. Parmi ses principaux adversaires se trouvaient le général Bernardo Reyes, qui avait été emprisonné après une insurrection en 1911, et Félix Díaz, le neveu de l'ancien président Porfirio Díaz, qui lui aussi se lança dans une rébellion qui échoua en 1912. Face à l'instabilité politique, le président Madero accorda toujours plus de pouvoirs aux militaires, dont l'un des principaux représentants était le général Victoriano Huerta, à qui Madero faisait confiance depuis qu'il avait écrasé l'insurrection de Pascual Orozco. La situation au Mexique inquiétait les États-Unis, qui n'étaient toutefois pas foncièrement hostiles au président. Il en allait tout autrement de Henry Lane Wilson, l'ambassadeur des États-Unis, issu des milieux d'affaires américains, qui haïssait Madero. Le président Taft commit l'erreur de le laisser à son poste. Il devint l'âme d'un complot pour renverser Madero.

## Événements
Il avait été convenu que Madero serait destitué et que Reyes lui succéderait jusqu'à ce que des élections permettent à Díaz d'accéder au pouvoir. À l'aube du 9 février, le général Manuel Mondragón (es) prit la tête de quelque 700 mutins de la caserne de Tacubaya à Mexico et se dirigea vers la prison de Santiago Tlatelolco pour libérer Bernardo Reyes et Felix Díaz. Les événements prirent immédiatement une tournure violente, le général qui commandait la prison, ayant refusé d'obtempérer, fut abattu. Les mutins se dirigèrent vers la Plaza de la Constitucíon où Reyes avait l'intention d'occuper le Palais national et de se proclamer président. Gustavo Madero, le frère du président, homme d'une grande énergie, avait convaincu le général Lauro Villar (es) de se ranger du côté présidentiel, neutralisant un premier groupe de rebelles. Reyes et ses hommes se heurtèrent à une résistance inattendue de la part des troupes loyales à Madero. Au cours de la fusillade qui s'ensuivit, il y eut 400 morts, parmi lesquels de nombreux passants et Reyes lui-même. Les militaires séditieux se retranchèrent alors dans la caserne de la Ciudadela.

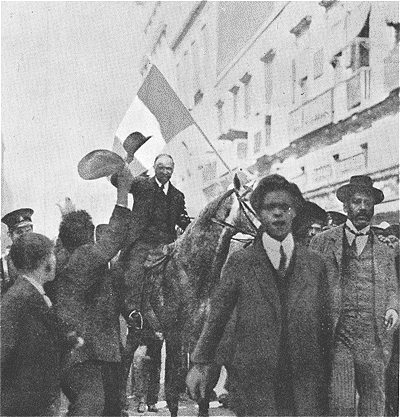
Le président Madero acclamé par ses partisans, quelques jours avant son arrestation.

Le président qui se trouvait au château de Chapultepec, se rendit au Palais national. Ne soupçonnant rien de la trahison de Huerta, il prit une série de décisions qui lui furent fatales. Comme le général Villar était sérieusement blessé, il confia à Huerta le commandement des troupes chargées de mater les rebelles menés par Díaz après la mort de Reyes.
Au cours des deux jours qui suivirent, les adversaires s'observèrent. Le 11 février, les troupes présidentielles lancèrent un assaut contre la caserne. Ces combats, au cours desquels on employa l'artillerie dans le centre historique de Mexico, firent 500 morts, parmi lesquels de nombreux civils. Le centre de la ville était plongé dans le chaos. Malgré leurs efforts, les troupes loyalistes n'arrivèrent pas à déloger les rebelles. L'ambassadeur américain, Henry Lane Wilson, prit prétexte de cette situation pour menacer le président Madero d'une intervention américaine et réclamer sa démission, prétextant qu'il n'était pas capable de protéger les vies et les biens des citoyens des États-Unis présents à Mexico. Huerta, de son côté, poursuivait son double jeu. Malgré la poursuite du siège de la Ciudadela (es), il n'empêcha pas les soldats de Felix Díaz de se procurer des vivres et des munitions.
Le 17 février, Gustavo Adolfo Madero (es), frère du président, fit arrêter Huerta. Bien qu'on lui eût présenté des preuves de sa duplicité et de ses accointances avec Felix Díaz, le président, pour des raisons inconnues, le fit libérer. Huerta lui promit de mettre fin à la rébellion en 24 heures.
Le 18 février, Francisco Madero fut arrêté par le général Aureliano Blanquet et emprisonné. De son côté, Huerta qui avait invité Gustavo Madero au restaurant Gambrinus, le fit également arrêter. Le frère du président fut emmené à la Ciudadela, où, au terme d'une parodie de procès, il fut condamné à mort le 19 février. Avant son exécution, il fut soumis à un traitement barbare par des soldats déchaînés.
Entretemps, Huerta se révéla un maître en matière de duplicité : alors qu'il avait été convenu par les conspirateurs que Díaz deviendrait président, il exigea le poste pour lui-même. En dépit de sa colère, Diaz se laissa convaincre par l'ambassadeur Wilson d'en passer par la volonté du général. Huerta s'empara alors du pouvoir, après avoir convaincu Madero de démissionner et lui avoir donné sa parole qu'il aurait la vie sauve et qu'il pourrait quitter le pays.

## Épilogue
Le 20 février, l'épouse de Madero tenta d'intervenir auprès de l'ambassadeur Wilson. En vain. Sous prétexte qu'ils essayaient de fuir pendant leur transfert du palais national vers une prison, le président Madero et le vice-président Pino Suárez furent assassinés dans la nuit du 21 au 22. Mort, Madero, qui avait été un président faible, fut élevé plus tard au rang de martyr et de symbole de la révolution.
Le 7 mars, Abraham González Casavantes, ancien ministre de Madero et ancien gouverneur du Chihuahua, est lui aussi assassiné.